# Masonna
Masonna, pseudonimo di Maso Yamazaki (山崎マゾ?, Yamazaki Mazo) (Miyazu, 16 novembre 1966), è un musicista e compositore giapponese attivo nella scena di improvvisazione libera, musica post-industriale e rumorista del paese, meglio nota come japanoise.

## Biografia
Masonna iniziò la sua carriera nel 1987 ad Osaka come progetto rumorista di Maso Yamazaki, prendendo il nome dalla crasi delle parole "Masochista" (マゾ?, Maso) ed "Donna" (女?, Onna), formulando ironicamente un termine che è quasi una omofonia della cantante pop  Louise Ciccone, in arte Madonna. Il nome Masonna viene poi alcune volte reso come l'acronimo di Mademoiselle Anne Sanglante Ou Notre Nymphomanie Auréolé (血まみれのアンヌ嬢・若しくは・我等がニンフォマニアが・後光に包まれる?), oppure altre volte di Mystic Another Selection Of Nurses Naked Anthology.
Maso Yamazaki usa anche lo pseudonimo Space Machine, con cui realizza performance utilizzando vecchi sintetizzatori analogici, e suona con i gruppi di rock psichedelico chiamato Christine 23 Onna assieme all'ex Angel'in Heavy Syrup Fusao Toda, e sempre assieme a lei ed altri due musicisti gli Acid Eater. Partecipa poi al supergruppo Bustmonster ed al gruppo rumorista Flying Testicle assieme a Zev Asher e Masami Akita.

## Discografia

### Come Masonna
- Shinsen Na Clitoris (1990), Vanilla Records
- Mademoiselle Anne Sanglante Ou Notre Nymphomanie Aureole (album)|Mademoiselle Anne Sanglante Ou Notre Nymphomanie Aureole (1993), Alchemy
- Noskl in Ana (1994), Alchemy
- Super Compact Disc (1995), Alchemy
- Noisextra (1995), RRR
- Ejaculation Generater (1996), Alchemy
- Inner Mind Mystique (1996), Relapse
- Hyper Chaotic (1996), V
- Freak-Out Electrolyze (1997), Nanophonica
- Spectrum Ripper (1998), Cold Spring
- Frequency L.S.D. (1998), Alien8
- Vestal Spacy Ritual (1999), Alchemy
- Beauty Beast (1999), Blast First
- Shock Rock (2002), MIDI Creative

### Come Flying Testicle
con Merzbow e Zev Asher.
- Lamerican Sextom (1992), ZSF Produkt, Japan, 7"
- Space Desia (1993), Charnel Music, USA, CD

### Come Space Machine
- Cosmos From Diode Ladder Filter  (2001), Alchemy
- 2  (2002), Midi Creative / Noble
- 3  (2003), Tiliqua (LP), (2004), Important (CD)